# SikTh
SikTh é uma banda britânica de metal progressivo formada em 1999, considerada em tal gênero pelo vasto uso em suas canções de mudanças no tempo e melodia. Também sendo considerada ao lado do Meshuggah uma das bandas precursoras do atual movimento denominado como djent.

## História
A banda foi formada em 1999, e desde então já realizaram turnês ao lado de bandas como Machine Head, Killswitch Engage, Dillinger Escape Plan, American Head Charge, Kittie, Mad Capsule Markets, Mudvayne e Burnt.
Em 18 de agosto de 2003 foi lançado o primeiro álbum, The Trees Are Dead & Dried Out Wait For Something Wild, pela gravadora Gut Records, que foi produzido por Colin Richardson, que já trabalhou com bandas como Slipknot e Sepultura.
Em 26 de junho de 2006 foi lançado o segundo álbum, Death of a Dead Day.

## Integrantes
- Mikee W. Goodman - vocal e sintetizador
- Justin Hill - vocal
- Dan Weller - guitarra e piano
- Pin - guitarra
- James Leach - baixo
- Dan 'Loord' Foord - bateria e percussão

## Discografia

### Álbuns
- The Trees Are Dead & Dried Out Wait For Something Wild (2003)
- Death of a Dead Day (2006)
- The Future in Whose Eyes? (2017)

### EPs e singles
- Let The Transmission Begin EP (2002)
- How May I Help You? EP (2002)
- Scent Of The Obscene (2003)
- Peep Show (2003)
- Flogging The Horses EP (2006)
- Opacities (2015) EP

### Demos e promocionais
- The Trees Are Dead & Dried Out Wait For Something Wild|Pussyfoot/Suffice (2000)
- The Trees Are Dead & Dried Out Wait For Something Wild|Hold My Finger/Such The Fool (2000)
- The Trees Are Dead & Dried Out Wait For Something Wild|Pussyfoot (2003)

## Bandas similares
- Meshuggah